# Africaleurodes fulakariensis
Africaleurodes fulakariensis es un hemíptero de la familia Aleyrodidae, subfamilia Aleyrodinae.
Fue descrita científicamente en 1966 por Cohic.